# Не уходи, побудь со мною
«Не уходи́, побу́дь со мно́ю» — популярный романс композитора Николая Зубова на собственные стихи, созданный в 1899 году и посвящённый певице Анастасии Вяльцевой. Этот романс также известен под более короткими названиями «Побудь со мной!», «Побудь со мною» и «Не уходи».

## История
Не уходи, побудь со мною,

Здесь так отрадно, так светло,

Я поцелуями покрою

Уста, и очи, и чело.

Я поцелуями покрою

Уста, и очи, и чело.

Побудь со мной,

Побудь со мной! 
Романс «Не уходи, побудь со мною» был создан Николаем Зубовым в 1899 году. Иногда в качестве даты создания указывается 1901 год — возможно, имеется в виду дата первой публикации. Он был первым из серии романсов, которые автор посвятил своей музе — певице Анастасии Вяльцевой, в которую он был безответно влюблён. Всего Зубов посвятил ей более 20 романсов. Некоторые из них стали частью её постоянного репертуара — «С тобой вдвоём», «Молчи!», «Под чарующей лаской твоею», «Догадайтесь сами» и другие. Исполняла она и романс «Не уходи, побудь со мною», но тем не менее он приобрёл бо́льшую популярность в исполнении другой певицы — исполнительницы цыганских песен Вари Паниной.
В ранних публикациях этот романс назывался «Побудь со мной!», а автор слов был указан как «N. N.». В большинстве изданий XX века, в которых публиковался этот романс, автором стихов ошибочно указывался поэт Михаил Пойгин — это заблуждение растянулось почти на целое столетие. Всего Зубов создал около 60 романсов, из них десять на свои слова и семь на стихи Пойгина. По-видимому, путаница возникла из-за того, что один из романсов на слова Пойгина имел похожее название — «Не уходи, не покидай».
В 1909 году Александр Блок использовал две первые строки романса «Не уходи, побудь со мною» в качестве эпиграфа к своему стихотворению «Дым от костра струёю сизой…». Помимо этого, в ноябре 1920 года Блок переписал полный текст этого романса к себе в дневник, вместе с рядом других романсов из репертуара Анастасии Вяльцевой, Вари Паниной и Марии Каринской. Впоследствии это также послужило причиной недоразумений: в некоторых изданиях авторство стихов романса стали приписывать Александру Блоку.
В качестве музыкального ответа на «Не уходи, побудь со мною» композитор Поль Дельме создал романс на слова Владимира Мятлева, который назывался «У самых нежных слов нет сил».
Популярность романса «Не уходи, побудь со мною» была столь велика, что фрагменты из него использовались в качестве музыкальной темы другими композиторами. Например, Михаил Штейнберг, сначала сделавший профессиональную фортепианную аранжировку романса для его первого издания, затем написал на его тему одноимённый вальс, а в «Романсе» Георгия Свиридова из музыкальных иллюстраций к повести Александра Пушкина «Метель» (1973) первые две фразы рассматриваются как «прямая цитата из популярного в XIX веке городского романса: „Не уходи, побудь со мною“».

## Исполнители
За свою более чем столетнюю историю, начиная с первых исполнений Анастасии Вяльцевой и Вари Паниной, романс «Не уходи, побудь со мною» входил в репертуар многих известных певцов и певиц, таких как Александр Давыдов, Тамара Церетели, Бэла Руденко, Галина Карева, Мария Биешу, Эльмира Жерздева, Вера Журавлёва, Валентина Пономарёва, Леонид Серебренников, Олег Погудин, Надир Ширинский, Соломон Хромченко, Жанна Бичевская, Александр Малинин, Михаил Звездинский, Валерия и другие.